# Ostrinia erythrialis
Ostrinia erythrialis là một loài bướm đêm trong họ Crambidae.